# Grappling
Il grappling, nel combattimento corpo a corpo, è una tecnica usata negli sport che consistono nell'afferrare o costringere l'avversario. Il grappling viene utilizzato a distanza ravvicinata per ottenere un vantaggio fisico su un avversario, sia imponendo una posizione sia causando lesioni. Grappling è un termine ampio che comprende molte discipline. Queste varie arti marziali possono essere praticate sia come sport da combattimento sia per autodifesa. Gli incontri di grappling spesso comportano takedown e controllo a terra e possono terminare quando un concorrente ammette la sconfitta, nota anche come sottomissione o resa (tap out).
Tra le arti marziali di Grappling più note figurano il Bjj (Brasiliani Jiu Jitsu), Wrestling, Sambo (classico), Judo e Lotta Greco Romana. 

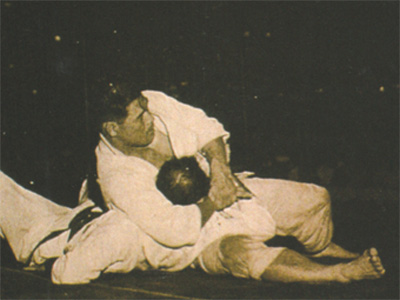
L'incontro tra Helio Gracie e Masahiko Kimura fu un importantissimo match tra due stili diversi di grappling, il Brazilian Jiu Jitsu di Gracie contro il Judo di Kimura

Il grappling più comunemente non include i colpi o l'uso di armi. Tuttavia, alcuni stili di combattimento o arti marziali noti soprattutto per le loro tecniche di lotta insegnano tattiche che includono colpi e armi insieme alla lotta o combinate con essa.